# Parafia Niepokalanego Poczęcia Najświętszej Maryi Panny w Piotrówce
Parafia Niepokalanego Poczęcia Najświętszej Maryi Panny w Piotrówce – parafia rzymskokatolicka, znajdująca się w diecezji opolskiej, w dekanacie Strzelce Opolskie.